# Pocillopora molokensis
Pocillopora molokensis is een rifkoralensoort uit de familie van de Pocilloporidae. De wetenschappelijke naam van de soort is voor het eerst geldig gepubliceerd in 1886 door Quelch.